# 後壠子
後壠子，原寫為後壠仔，是臺灣臺中市西區、北區、中區交界地帶的一個傳統地域名稱，也是西區行政中心所在地，位於西區中部偏東北、北區西南部及中區西北部。相較於今日行政區，其範圍大致包括西區的民龍里不含西北端、和龍里、後龍里、双龍里、平和里北大半部、廣民里柳川北岸地區、安龍里不含西部凸出部分的西南側、吉龍里、土庫里東南部邊界地帶、大忠里最南端，北區的文莊里最南端、光大里西南部、六合里、中正里，以及中區的中華里、大誠里不含東北部柳川東岸地區。

## 歷史
台灣清治末期至日治初期，後壠子地區為一街庄，稱為「後壠仔庄」，隸屬於藍興堡。該庄西北與土庫庄、蔴園頭庄為鄰，北與乾溝仔庄為鄰，東北與賴厝廍庄、邱厝仔庄為鄰，東南邊為臺中街、公館庄，西南邊為半平厝庄。
1901年（日治明治三十四年）11月，全台廢縣廳改設二十廳，該庄隸屬於臺中廳。1903年（明治三十六年）6月，該庄編入「臺中區」，隸屬於臺中廳。1909年（明治四十二年）10月，合併二十廳為十二廳，臺中區隸屬不變。1920年（大正九年），全台地方制度大改正，廢十二廳改設五州二廳，該庄改制並雅化為「後壠子」大字，隸屬於臺中州轄臺中市。
戰後本地區大部分劃入西區，小部分劃入北區及中區，均隸屬於臺灣省轄臺中市，大字改亦制為里。2010年12月，臺中縣市合併為直轄臺中市，各區隸屬不變。

## 聚落
本地區發展較早的聚落有後壠仔、沙封、土庫等，在日治期初期的官方地圖上已有記載。

## 交通
省道台1乙線（五權路）是大雅至大肚區王田的幹道，大致以東北—西南走向轉北向南經過後壠子地區東部。由該道路向東北轉北北西可前往西屯東北部、大雅並止於省道台10線路口，向南轉南南東再轉西南西可前往烏日並止於國道1號王田交流道南側的省道台1線路口。
省道台12線（台灣大道二段～一段）是梧棲港至台鐵台中車站的平面幹道，大致以西北—東南經過本地區東北部。由該道路向西北可前往西屯、省道台74線交流道、國道1號臺中交流道、龍井東北端、沙鹿、梧棲並止於省道台17線路口，向東南可前往台中市中心並止於台鐵台中車站前。
市道136號（南屯路一段）是臺中市龍井區至南投縣國姓鄉龜溝的道路，大致以西北西—東南東走向蜿蜒經過本地區北部邊界地帶。由該道路向西北西可前往南屯、國道1號南屯交流道、大肚東北部邊界地帶、龍井東部、沙鹿西南部、梧棲與龍井交界地帶並止於省道台17線路口，向東南東轉東可前往臺中市中心東南側、太平、國姓並止於省道台14線路口。

## 學校
- 國立臺中教育大學
- 向上國中（東北大半部）
- 國立臺中教育大學附設實驗國民小學
- 中正國小
- 大勇國小

## 景點
- 後壠仔茄苳公

## 外部連結
- 公館里